# Сандерс, Уильям
Уильям Сандерс (англ. William Sanders; 28 апреля 1942) — американский писатель и художник.
Писал также под псевдонимом Уильям Сандаун. Писал в стиле триллер, историческое исследование и мистика. Фантастические книги Сандерса близки по жанру к альтернативной истории, но всегда наполнены хорошим и добрым юмором. Сандерс также известен своими рассказами, посвященными быту, истории и легендам индейцев племени чероки.
После опубликования книги «К востоку от Солнца, к западу от форта Смит» в 2008 году он сказал, что прекращает писать вообще. Остаток жизни он намерен провести в своем доме, вместе с женой, в созерцании окружающего мира.

## Награды
- Sidewise Awards, 1997, «Лучшее произведение малой формы», Неведомый Гамлет / The Undiscovered (1997)
- Номинант Премии Джона В. Кэмпбелла лучшему новому писателю-фантасту в 1989 году
- Sidewise Awards, 2002, «Лучшее произведение малой формы» «Империя» (Empire) (2001)

### Романы
- Journey to Fusang (1988)
- The Wild Blue and the Gray (1991)
- The Ballad of Billy Badass and the Rose of Turkestan (1999)
- J. (2001)

### Сборники
- Are We Having Fun Yet? American Indian Fantasy Stories (2002)
- East of the Sun and West of Fort Smith (2008)
- Magazine Editor Series
- Helix — 2006
- Helix — 2007
- Helix — 2008

### Короткие рассказы
- Going After Old Man Alabama (1994)
- Elvis Bearpaw’s Luck (1995)
- The Count’s Mailbox (1995)
- Happy Hour (1996)
- The Undiscovered (1997)
- Words and Music (1997)
- Billy Mitchell’s Overt Act (1998)
- Ninekiller and the Neterw (1998)
- The Scuttling or, Down by the Sea with Marvin and Pamela (1999)
- Tenbears and the Bruja (1999)
- Dirty Little Cowards (1999)
- Jennifer, Just Before Midnight (1999)
- Smoke (2000)
- Creatures (2000)
- Looking for Rhonda Honda (2000)
- Custer Under the Baobab (2000)
- Empire (2001)
- He Did the Flatline Boogie and He Boogied on Down the Line (2001)
- When This World Is All on Fire (2001)
- Duce (2002)
- Dry Bones (2003)
- At Ten Wolf Lake (2004)
- Sitka (2004)
- Angel Kills (2005)
- Acts (2005)
- Not Fade Away (2005)
- Amba (2005)
- Going to See the Beast (2006)
- The Contractors (2007)

### Стихи
- The Last Madman (2006)

### Эссе
- Letter (Locus #411) (1995)
- Letter (Locus #450) (1998)
- Afterword (Ninekiller and the Neterw) (1998)
- Letter (NYRSF, September 1998) (1998)
- Afterword (2003)
- Editorial (Helix, Summer 2006) (2006)
- Editorial (Helix, Fall 2006) (2006)
- Editorial (Helix, Winter 2007) (2007)
- Editorial (Helix, Spring 2007) (2007)
- Editorial (Summer 2007) (2007)
- Editorial (Helix, Fall 2007) (2007)
- Editorial (Helix, Spring 2008) (2008)
- Introduction (East of the Sun and West of Fort Smith) (2008)
- Afterword (East of the Sun and West of Fort Smith) (2008)

### Обзоры
- Reservation Blues (1996) by Sherman Alexie
- Donnerjack (1998) by Roger Zelazny and Jane Lindskold

### Примечание к разделу
В библиографию не вошли свыше двухсот статей писателя, большинство из которых посвящены мотоспорту, музыке и культуре индейцев чероки.